# 호소카와 요리유키

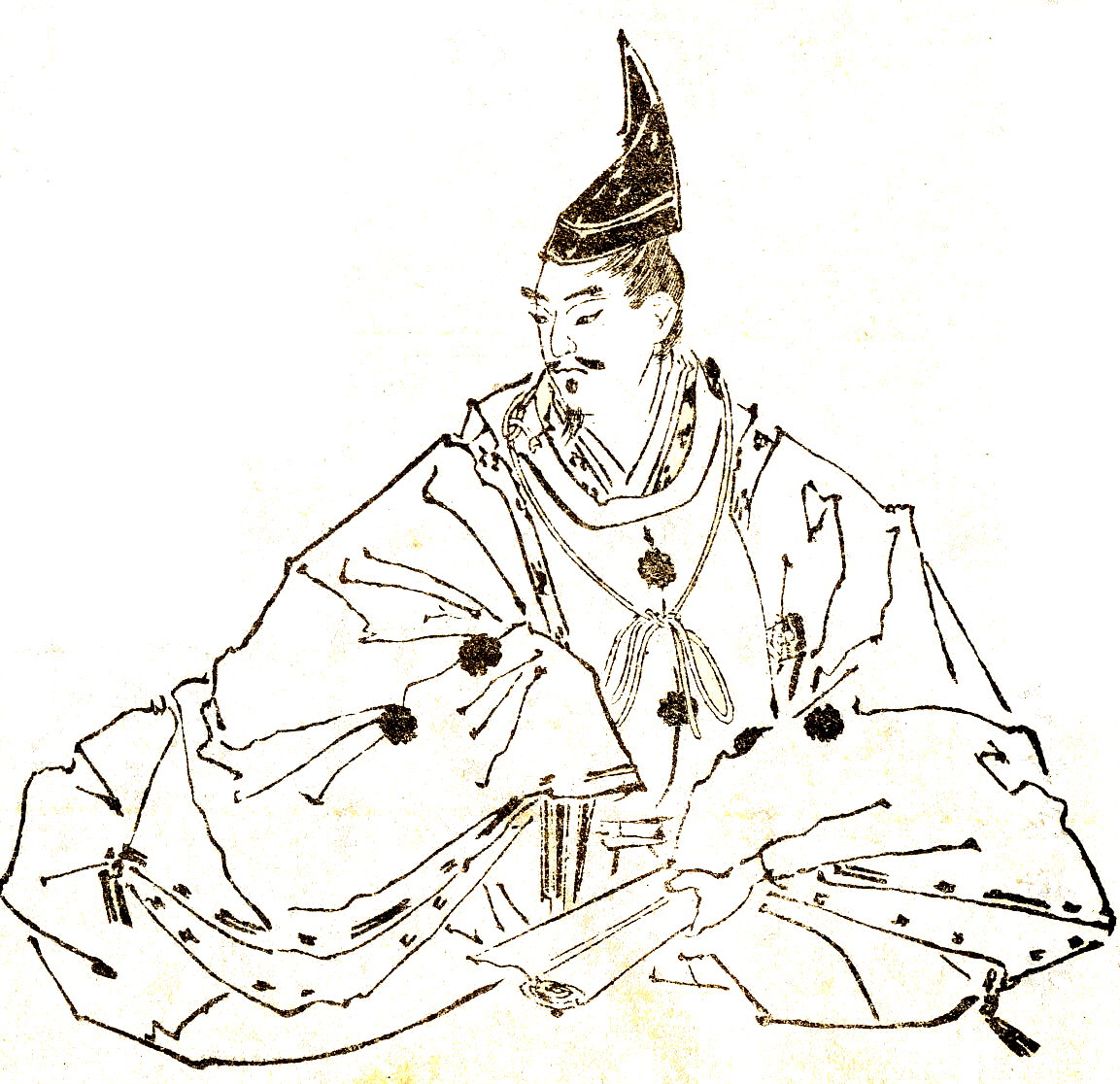
호소카와 요리유키

호소카와 요리유키(일본어: 細川頼之, 1329년 ~ 1392년 3월 25일)는 난보쿠초 시대부터 무로마치 시대 초기에 걸쳐서 활약한 무장, 정치인이다. 무로마치 막부 간레이. 게이초 호소카와 가문(京兆細川家) 당주. 아명은 야쿠로(弥九郎). 관위는 처음에는 무사시노카미(武蔵守), 후에 사가미노카미(相模守).
아시카가 가문의 일문인 호소카와 가문의 무장으로 아와, 사누키, 이요 등 시코쿠 지방에서 남조군과 싸웠고 간노의 소란(観応の擾乱)에서는 아시카가 다카우지가 이끄는 막부 측에 속했다. 2대 쇼군 아시카가 요시아키라 만년에 간레이 취임하여 막정을 지도하기 시작했다. 어린 나이로 쇼군에 취임한 아시카가 요시미쓰를 보좌하여 반제령(半済令)를 시행하고 맹우 이마가와 사다요를 규슈 지방에 파견하여 남조 세력과의 싸움에서 우위를 점했다. 조정과 사사 세력에 유화적인 태도를 취하여 선종 계열과 승려들과 시바 요시유키를 수장으로 하는 강경파 슈고 다이묘들과 불화를 빚었다. 그 결과 1379년(고랴쿠 원년), 고랴쿠 정변(康暦の政変)으로 실각하나, 후에 사면되어 막정에 복귀하였다.
1392년 3월에 사망. 향년 64세. 장례는 요시미쓰의 주최로 쇼코쿠지(相国寺)에서 치러졌다.
| 전임 호소카와 요리하루 | 게이초 호소카와 가 당주 | 후임 호소카와 요리모토 |

| 전임 시바 요시유키 | 제2대 관령 | 후임 시바 요시유키 |